# Araneus scutifer
Araneus scutifer este o specie de păianjeni din genul Araneus, familia Araneidae. A fost descrisă pentru prima dată de Keyserling, 1886.
Este endemică în New South Wales. Conform Catalogue of Life specia Araneus scutifer nu are subspecii cunoscute.